# Laugarás
Laugarás est une localité islandaise de la municipalité de Bláskógabyggð située à l'ouest de l'île. En 2005, le village comptait 123 habitants.